# 루이 가브리엘 쉬셰

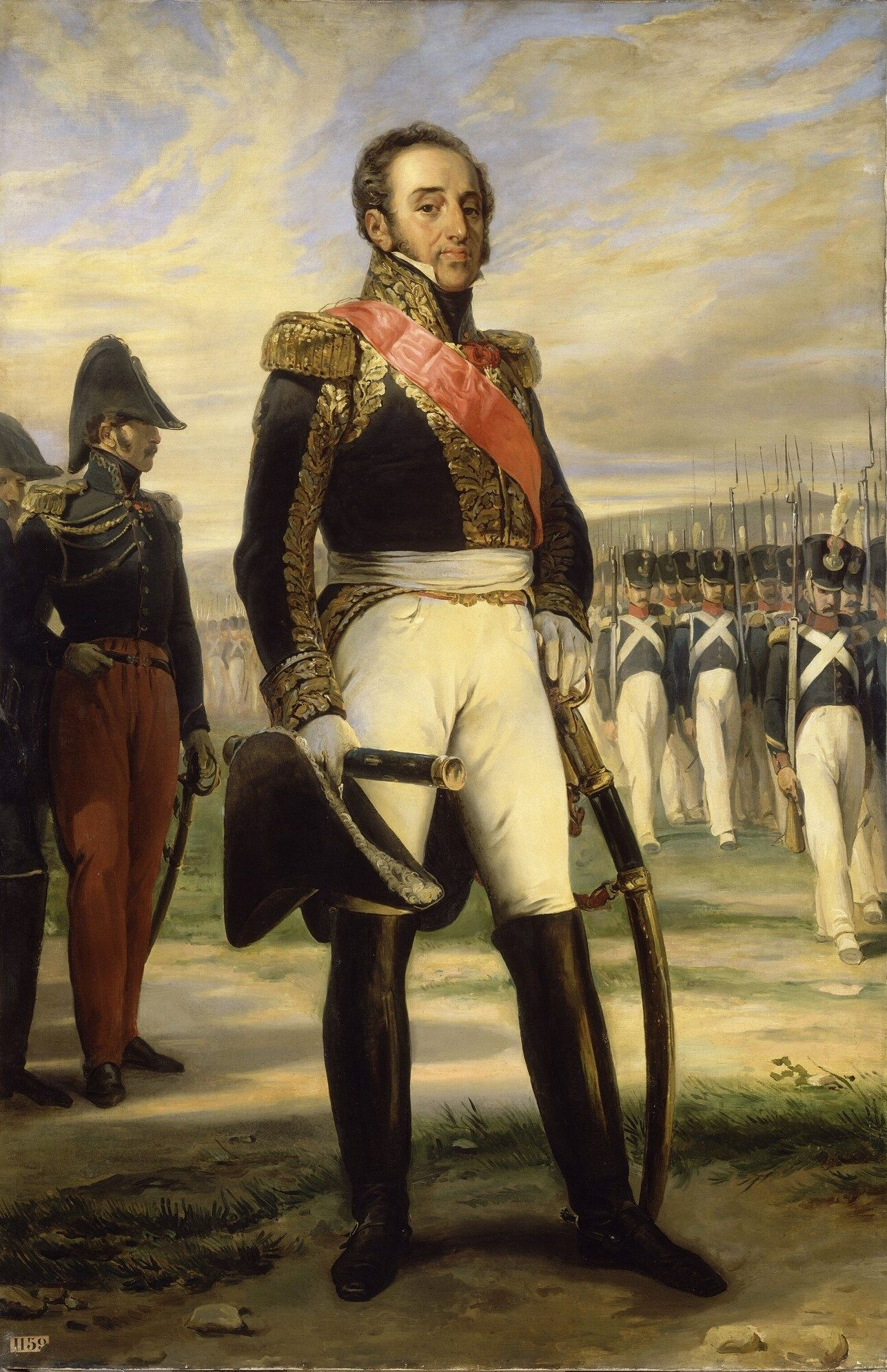
루이 가브리엘 쉬셰.

루이 가브리엘 쉬셰(Louis Gabriel Suchet, 1770년 3월 2일 ~ 1826년 1월 3일)는 프랑스의 원수로 나폴레옹 휘하의 뛰어난 장군으로 반도 전쟁 당시 아라곤 군대를 지휘했다.

## 생애
리옹의 비단 방직업자의 아들로 태어나 처음에는 아버지의 사업을 이어받으려 했으나 1792년 국민 방위군 기병대에 자원해 프랑스 혁명 전쟁에 참전하면서 군인이 되었다. 뛰어난 군사적 역량을 발휘해 빠르게 승진했으며 1793년 대대장으로 프랑스 툴롱 공방전에 참가했고 1797년 오스트리아 티롤, 1797년~1798년 스위스에서 복무해 기욤 마리 안느 브륀의 참모장으로 임명되었다.
1799년 7월 이탈리아의 바르텔레미 카트린 주베르 휘하의 사단장과 참모장이 되었다. 1800년에는 앙드레 마세나에 의해 부사령관으로 임명되어 나폴레옹의 알프스산맥 횡단 작전에 이바지했고 1800년 6월 14일 마렝고 전투에서 큰 공을 세웠다.
1805년~1806년에는 아우스터리츠, 잘펠트 전투, 예나, 푸우투스크, 오스트로우엥카 등지에서 복무했고 1808년 3월 19일 백작 작위를 받았다. 곧 스페인에 배속되어 1809년 6월 14일 마리아에서 영국군을 섬멸하고 1810년 4월 22일 레리다에서 다시 영국군을 패배시켰다.
1812년 스페인 발렌시아를 점령하고 알뷔페라 다 발랑시아 공작 칭호를 얻었다. 그러나 전세가 불리해지자 자신의 점령지로 모두 내주고 프랑스로 후퇴했다. 왕정 복고로 루이 18세가 그를 귀족에 봉했으나 백일천하 때 나폴레옹을 지지하자 1815년 귀족 자리에서 박탈되었다.

## 같이 보기
- 개선문에 새겨진 이름들